# C3 Presents
C3 Presents es una firma independiente dedicada a la promoción de conciertos, la organización de eventos y la gestión de artistas con base en Austin, Texas, Estados Unidos. Fue fundada en 2007 por Charles Attal, Charlie Jones y Charlie Walker.
Anualmente, C3 organiza el Festival Austin City Limits en Austin, Texas y el Lollapalooza en Chicago, Illinois. La compañía también promueve y gestiona las entradas de cerca de mil conciertos a lo largo de Estados Unidos, incluyendo los que tienen lugar en sitios de Austin como Stubb's BBQ, Emo's y La Zona Rosa. Además, C3 transmitió eventos nacionales de dicho país a nivel mundial, como la celebración de Barack Obama tras las elecciones y su celebración inaugural en 2008. C3 Management gestiona a veinte músicos, entre los que se cuentan Blues Traveler, Bassnectar, Thievery Corporation, Brazilian Girls y Ocote Soul Sounds.
C3 Presents es el tercer promotor de conciertos más grande de Estados Unidos, detrás de Live Nation y AEG Live. En 2007 y luego en 2010, C3 recibió el premio al mejor promotor independiente otorgado por la revista Billboard.